# Brunoniella
Brunoniella, biljni rod iz porodice primogovki smješten u podtribus Erantheminae, dio tribusa Ruellieae, potporodica Acanthoideae. Postoji 6 vrsta, uglavnom u Australiji, a jedna je endem sa Nove Kaledonije. Opisan je u Proc. Kon. Ned. Akad. Wetensch., 67: 305. 1964. 

## Opis
Višegodišnje gomoljaste zeljaste biljke s cistolitima; grane često uzdužno užljebljene i/ili spljoštene. Listovi ponekad nejednake veličine u čvorovima. Cvatovi varijabilni, ili sjedeći cvjetovi u pazušnim grozdovima ili pojedinačni cvjetovi, pazušni i na peteljci, ili u opuštenim klasovima; brakteole kraće od čaške. Čaška 5-režnjevita. Vjenčić ljevkast. Prašnika 4, rijetko 3 ili 6. Jajnik sa 6-10 ovula po mjestu. Čahura cilindrična, uočljive kukice koje nose sjeme; sjemenki većinom 8-12, diskoidnih do elipsoidnih, sa sluzavim dlačicama.

## Rasprostranjenost
Australija i Nova Gvineja.

## Vrste
1. Brunoniella acaulis (R.Br.) Bremek., tipična vrsta
2. Brunoniella australis (Cav.) Bremek.
3. Brunoniella linearifolia R.M.Barker
4. Brunoniella neocaledonica (Heine) Moylan
5. Brunoniella pumilio (R.Br.) Bremek.
6. Brunoniella spiciflora (F.Muell. ex Benth.) Bremek.